# Bakayaro! I'm Plenty Mad
Bakayaro! I'm Plenty Mad (バカヤロー! 私、怒ってます?) es una película japonesa de 1988 dirigida por Eriko Watanabe, Tetsuya Nakashima Takahito Hara Yukihiko Tsutsumi

## Premios y nominaciones
13º Premio de Cine Hochi 
- Ganó: Mejor Actriz - Narumi Yasuda